# Sir Babygirl

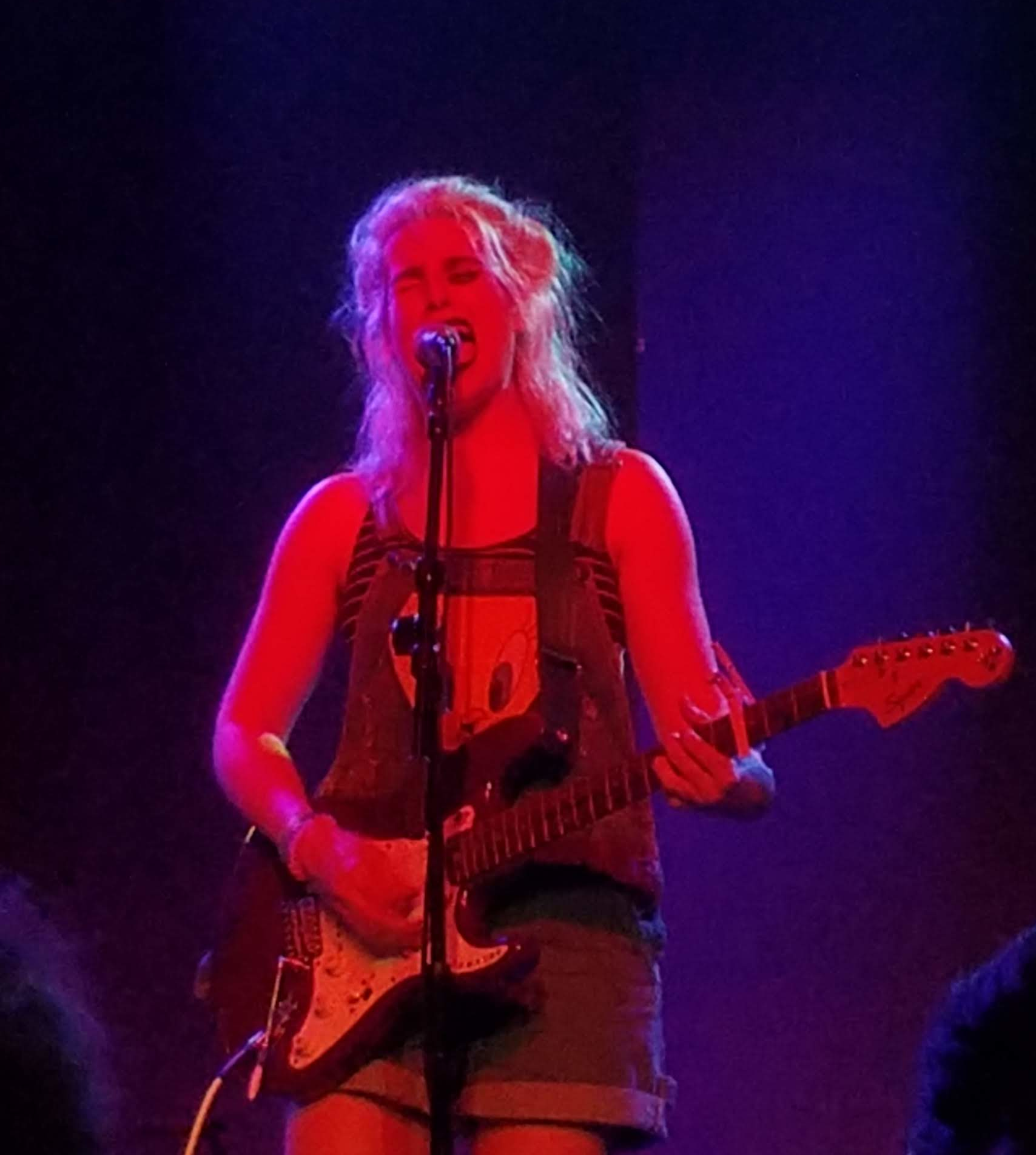
Sir Babygirl (2019)

Kelsie Hogue, auch bekannt als Sir Babygirl, ist eine US-amerikanische nichtbinäre Person, die musikalisch tätig ist und Lieder aus dem Pop-Genre schreibt und performt.

## Leben und Karriere
Hogue wurde in Palo Alto in Kalifornien geboren und wuchs in New Hampshire auf. Hogue studierte Schauspielerei an der Boston University und zog dann zurück nach New Hampshire, wo Hogue ein Teil der Bostoner Hardcore-Szene wurde und die Kunstfigur „Sir Babygirl“ für die Plattform Instagram entwickelte. Hogue ist nichtbinär und verwendet sowohl männliche als auch weibliche Pronomen im Englischen.
Hogues musikalische Einflüsse beinhalten Hardcore, Pop-Punk sowie frühe 2000er-Pop-Artists wie Britney Spears und Christina Aguilera. Hogue fühlt sich angezogen vom Exzess und dem Humor von Popmusik, will aber als nichtbinäre und bisexuelle Person Popmusik machen, der queere Erfahrungen und Perspektiven einbezieht, so sagte Hogue im Magazin Rolling Stone „I always wanted to blur the lines, and challenge people to see that women and marginalized genders in music can have a fucking sense of humor and be taken seriously.“, sinngemäß übersetzt: „Ich wollte immer die Grenzen aufweichen und Personen dazu herausfordern zu sehen, dass Frauen und marginalisierte Gruppen einen verdammten Sinn für Humor haben können - und ernstgenommen werden sollten.“
Hogues Debüt-Album Crush on Me wurde von Father/Daughter records im Februar 2019 veröffentlicht. Die Aufnahme des Albums hatte 2016 in Hogues Aufnahmekabine zuhause stattgefunden. Pitchfork gab dem Album eine 6.8/10-Bewertung. Am 8. November 2019 veröffentlichte Hogue Crush on Me: BICONIC Edition, eine Remaster-Version des Albums.

## Diskographie

### Alben
- Crush on Me (2019)

### Mixtapes
- „Golden Bday: The Mixtape“ (2021)

### Songs
- „Heels“ (2019)
- „Haunted House“ (2019)
- „Flirting with Her“ (2019)
- „Pink Lite“ (2019)
- „Everyone Is a Bad Friend“ (2019)
- „Cheerleader“ (2019)

## Referenzen
1. ↑  Emma Specter: Sir Babygirl Is Making Pop Music Outside the Gender Binary. In: Garage. 26. November 2018, abgerufen am 13. Mai 2019 (amerikanisches Englisch).
2. ↑  Claire Shaffer: Sir Babygirl's Radical Neon Pop. In: Rolling Stone. 9. Mai 2019, abgerufen am 9. Juli 2024 (amerikanisches Englisch).
3. 1 2  Sir Babygirl: Crush on Me. In: Pitchfork. Abgerufen am 13. Mai 2019 (englisch).
4. ↑  Sir Babygirl Is Making „Outsider Top 40“ For Everyone on 'Crush on Me'. In: exclaim.ca. Abgerufen am 13. Mai 2019 (kanadisches Englisch).

| Personendaten    | Personendaten                       |
| ---------------- | ----------------------------------- |
| NAME             | Babygirl, Sir                       |
| ALTERNATIVNAMEN  | Hogue, Kelsie                       |
| KURZBESCHREIBUNG | US-amerikanische nichtbinäre Person |
| GEBURTSDATUM     | 20. Jahrhundert                     |